# آمریکا (آلبوم ترتی سکندز تو مارس)
 «آمریکا» پنجمین آلبوم استودیویی از گروه موسیقی پراگرسیو راک ترتی سکندز تو مارس است که در ۶ اوریل ۲۰۱۸ منتشر شد. این آلبوم بعد از پنج سال وقفه با کار قبلی آنها یعنی آلبوم عشق، هوس، ایمان و رؤیاها منتشر می‌شود. تهیه‌کننده اصلی آلبوم جارد لتوست.